# Secretaria Regional de Educação, Ciência e Tecnologia
A Secretaria Regional de Educação, Ciência e Tecnologia (SRE) é um dos departamentos do Governo Regional da Madeira ao qual competem as políticas executivas nas áreas da educação, educação especial, formação profissional, juventude, desporto, ciência, investigação e tecnologia, relações com a Universidade da Madeira e demais entidades de formação superior, comunicação social. O secretário regional atual é Jorge Carvalho.

## Organização da Secretaria

### Direções Regionais
A SRE compreende as seguintes Direções Regionais:
- Direção Regional de Juventude (DRJ);
- Direção Regional de Desporto (DRD);

- Direção Regional de Educação (DRE);

- Direção Regional de Administração Escolar (DRAE);

- Direção Regional de Planeamento, Recursos e Infraestruturas (DRPRI);

### Outros serviços e entidades
A SRE exerce tutela sobre os seguintes serviços:
- Gabinete do Secretário Regional de Educação, Ciência e Tecnologia (GSRE);

- Inspeção Regional de Educação (IRE);
- Instituto para a Qualificação, IP-RAM (DRQ, IP-RAM) - inclui a Escola Profissional Dr. Francisco Fernandes;
- Conservatório – Escola Profissional das Artes da Madeira – Eng.º Luíz Peter Clode;
- ARDITI – Agência Regional para o Desenvolvimento da Investigação, Tecnologia e Inovação;
- Pólo Científico e Tecnológico da Madeira, Madeira Tecnopolo, S. A..